# Silvio Moser
Silvio Moser (Zürich, Švicarska, 24. travnja 1941. – Locarno, Švicarska, 24. svibnja 1974.) je bivši švicarski vozač automobilističkih utrka.